# Port lotniczy Komodo
Port lotniczy Komodo (IATA: LBJ, ICAO: WATO) – port lotniczy położony w Labuan Bajo, w prowincji Małe Wyspy Sundajskie Wschodnie, w Indonezji.